# Otto Benesch
Pour les articles homonymes, voir Benesch.
Otto Benesch, né le 29 juin 1896 à Ebenfurth en Basse-Autriche et mort le 16 novembre 1964 à Vienne, est un historien de l'art autrichien, spécialiste des arts graphiques et de Rembrandt, un des représentants de l'école viennoise d'histoire de l'art. 

## Vie et œuvre
Otto Benesch est le fils de Heinrich Benesch (1862-1947), inspecteur aux chemins de fer austro-hongrois, collectionneur d'art et l'un des premiers et des plus importants mécènes du peintre Egon Schiele ; il se familiarise ainsi dès l'enfance avec l'art moderne. Sa relation personnelle avec Schiele lui a laissé une impression durable, qui se manifeste dans plusieurs de ses ouvrages.
De 1915 à 1921, Benesch étudie l'histoire de l'art à l'Université de Vienne avec Max Dvořák et obtient son doctorat avec une thèse consacrée aux dessins de Rembrandt : Rembrandts zeichnerische Entwicklung. De 1920 à 1923, il travaille bénévolement à la galerie de peinture du Kunsthistorisches Museum de Vienne ; en 1923, il est nommé assistant puis conservateur des estampes à l'Albertina ; il y classe le fonds Rembrandt. Il est licencié en 1938 par le régime nazi en raison des origines juives de sa femme, Eva Steiner, qu'il a épousée en 1934. Le couple émigre en France, puis en Angleterre, et en 1940 aux États-Unis. Jusqu'en 1947, il vit à Cambridge (Massachusetts) ; il travaille au Fogg Art Museum de l'université Harvard, ainsi qu'à l'université de Princeton où il est membre de l'Institute for Advanced Studies. Il reçoit la bourse Guggenheim en 1942 et en 1945.
Benesch rentre à Vienne en 1947. Il est directeur du musée de l'Albertina jusqu'en 1962 ; il en complète des collections par l'acquisition de dessins anciens, ainsi que d'œuvres graphiques d'artistes autrichiens du XXe siècle comme Egon Schiele, Gustav Klimt, Oskar Kokoschka et Alfred Kubin ; il y organise plusieurs expositions importantes, notamment « Zum Gedächtnis an Egon Schiele » à l'automne 1949, où il prête 77 œuvres de sa propre collection et « Rembrandt : Ausstellung im 350. Geburtsjahr des Meisters » en 1956 . Il enseigne également l'histoire de l'art à l'université de Vienne jusqu'en 1961.
Benesch a pour domaine de prédilection les arts graphiques et Rembrandt : il publie en 6 volumes, entre 1954 et 1957, le premier catalogue raisonné des dessins de l'artiste, The Drawings of Rembrandt, tout en s'intéressant à d'autres problématiques artistiques, comme l'art gothique en Autriche et en Allemagne du sud, ou l'art moderne autrichien.
Influencé de manière décisive par l'enseignement de Max Dvořák, Otto Benesch est, avec Hans Tietze ou Otto Pächt, l'un des plus importants continuateurs de l'école viennoise d'histoire de l'art.
Il est inhumé à Vienne au Cimetière de Hietzing dans une tombe d'honneur ; en 1981, un parc dans le dixième arrondissement (Favoriten) a été nommé en son honneur (Otto Benesch Park),.

## Publications (sélection)
- (de) « Die Wiener kunsthistorische Schule », Österreichische Rundschau, vol. 62,‎ 1920, p. 174-178.
- Beschreibender Katalog der Handzeichnungen der Graphischen Sammlung Albertina, 2 vol., Vienne 1929-1933
- Der Maler Albrecht Altdorfer, Vienne, 1939
- (en) « The Name of the Master of Half-lengths », Gazette des Beaux-Arts, vol. XXIII,‎ 1943, p. 269-282.
- (en) The art of the Renaissance in northern Europe : its relation to the contemporary spiritual and intellectual movements, Cambridge, Harvard University Press, 1947, 174 p. ; publication d'une série de conférences données au Lowell Institute de Boston en mars 1944[13] ; réédition en 1964.
- Kleine Geschichte der Kunst in Österreich, Vienne, 1950.
- (de) « Rijn, Rembrandt Harmensz van », Allgemeines Lexikon der bildenden Künstler von der Antike bis zur Gegenwart, Leipzig, 1950, vol. 29, p. 259–271.
- Egon Schiele as a Draughtsman, Vienne, 1950
- The Drawings of Rembrandt. A Critical and Chronological Catalogue, 6 vol., Londres, Phaidon Press, 1954-1957 : vol. 1-2, The Leiden years, the early Amsterdam period, 1625-1640 ; vol. 3-4, The middle period, 1640-1650 ; vol. 5-6, The late period, 1650-1669[14].
- Rembrandt : étude biographique et critique  (trad. Edouard Roditi), Genève, Éditions Albert Skira, coll. « Le Goût de notre temps », 1957, 153 p. ; réédition en 1990 sous le titre Rembrandt  (ISBN 2-605-00165-2).
- En collaboration avec Erwin M. Auer (de) Die Historia Friderici et Maximiliani, Berlin, Deutscher Verein für Kunstwissenschaft, coll. « Denkmäler deutscher Kunst », 1957, 142 p..
- Edvard Munch, Londres, Phaidon Press, 1960.
- (en) Master drawings in the Albertina. European drawings from the 15th to the 18th century  (trad. R. Rickett et M. Schön), Greenwich (Connecticut), New York Graphic Society, 1964, 379 p.; édité par Eva Benesch[15].
- Otto Benesch. Verzeichnis seiner Schriften, édités par Eva Benesch, Berne, 1961 ; réédition en anglais : Collected Writings, 4 vol., New York, 1970-1973.
- From an Art Historians Workshop. Contributions to the œuvre of Dutch and Flemish artists, Lucerne, Gilhofer & Ranschburg, 1979.